# كيفن ماك
كيفن ماك (بالإنجليزية: Kevin Mack)‏ هو لاعب كرة قدم أمريكية أمريكي، ولد في 9 أغسطس 1962 في كينغز ماونتن في الولايات المتحدة.

## وصلات خارجية
- كيفن ماك على موقع مرجع كرة القدم المحترفة.كوم (الإنجليزية)